# Tarachodes
Tarachodes es un género de mantis de la familia Tarachodidae. Tiene las siguientes especies:
| Subgénero Tarachodes - Tarachodes abyssinicus - Tarachodes alluaudi - Tarachodes beieri - Tarachodes bicornis - Tarachodes brevipennis - Tarachodes chopardii - Tarachodes circulifer - Tarachodes circuliferoides - Tarachodes davidi - Tarachodes feae - Tarachodes fraterculus - Tarachodes fuscipennis - Tarachodes gibber - Tarachodes gigas - Tarachodes griseus - Tarachodes hoedus - Tarachodes insidiator - Tarachodes karschii - Tarachodes lucubrans - Tarachodes maurus - Tarachodes monstrosus - Tarachodes namibiensis - Tarachodes nubifer - Tarachodes obscuripennis - Tarachodes okahandyanus - Tarachodes oxynotus - Tarachodes oxynotus oxynotus - Tarachodes oxynotus tenuis - Tarachodes pujoli - Tarachodes rhodesicus - Tarachodes robustus - Tarachodes rotundiceps | - Tarachodes sanctus - Tarachodes sanctus kibwezianus - Tarachodes severini - Tarachodes taboranus - Tarachodes tananus - Tarachodes thomseni - Tarachodes usambarica - Tarachodes vitreus Subgénero Barbachodes - Tarachodes afzelii Subgénero Chiropacha - Tarachodes aestuans - Tarachodes arabicus - Tarachodes gilvus - Tarachodes obtusiceps - Tarachodes saussurei - Tarachodes smithi Subgénero Chiropus - Tarachodes bispinosus - Tarachodes dives - Tarachodes sjoestedti Subgénero Tarachodina - Tarachodes basinotatus - Tarachodes dissimulator - Tarachodes gerstaeckeri - Tarachodes maculisternum - Tarachodes natalensis - Tarachodes similis |